# 小海町図書館
小海町図書館（こうみまちとしょかん）は長野県南佐久郡小海町の町立図書館。　

## 概要
2015年、旧小海町立北牧小学校の跡地にある小海町生涯学習センター「北牧楽集館」に開館した。生涯学習の拠点として「知識や情報への入口となり、新しい出会いと発見の場として人々が集う」図書館を目指している。月2回の移動図書、子ども向けおはなし会、各種イベント等、人と本、人と人をつなぐサービスを行っている。

## 建物構造
- 所在地 : 〒393-0086 長野県南佐久郡小海町大字豊里285番地
- 構造 : 鉄筋コンクリート構造[1]
- 延床面積 : 999m2[1]
- 大会議室 80席
- 中会議室 30席
- 小会議室 15席
- その他会議室 25席

## 利用情報
- 開館時間 - 水曜日から月曜日 9:00 - 19:00（日曜日は9:00 - 17:00）
- 休館日 - 毎火曜日、祝日、蔵書点検期間（年4日程度）、年末年始